# Paziaki
Paziaki (Lesbiinae) – podrodzina ptaków z rodziny kolibrowatych (Trochilidae). 

## Występowanie
Podrodzina ta obejmuje gatunki występujące w Ameryce.

## Systematyka
Do podrodziny należą następujące plemiona:
- Lesbiini Reichenbach, 1853
- Heliantheini Reichenbach, 1853